# ويندي براغا
ويندي براغا (بالإسبانية: Wendy Braga)‏ هي مقدمة تلفزيونية وعارضة وراقصة وممثلة مكسيكية، ولدت في 25 أبريل 1981 في المكسيك.

## وصلات خارجية
- ويندي براغا على موقع IMDb (الإنجليزية)